# Olympische Winterspiele 1988/Teilnehmer (Mongolei)
| Gelbes Symbol für Goldmedaillen mit stilisierten Olympischen Ringen | Graues Symbol für Silbermedaillen mit stilisierten Olympischen Ringen | Braundes Symbol für Bronzemedaillen mit stilisierten Olympischen Ringen |
| ------------------------------------------------------------------- | --------------------------------------------------------------------- | ----------------------------------------------------------------------- |
| —                                                                   | —                                                                     | —                                                                       |

Die Mongolei nahm an den Olympischen Winterspielen 1988 im kanadischen Calgary mit einer Delegation von drei Athleten im Skilanglauf teil, davon zwei Männer und eine Frau. Ein Medaillengewinn gelang keinem der Athleten.
Fahnenträgerin bei der Eröffnungsfeier war die Skilangläuferin Dawaagiin Enchee.

## Teilnehmer nach Sportarten

### Skilanglauf
Männer
- Dambadschantsagiin Battulga
15 km klassisch: 69. Platz (50:09,4 min)
30 km klassisch: 69. Platz (1:40:41,3 h)
50 km Freistil: 60. Platz (2:30:33,7 h)

- Dsiitsagaany Ganbat
15 km klassisch: 62. Platz (48:48,9 min)
30 km klassisch: 72. Platz (1:42:24,2 h)
50 km Freistil: 57. Platz (2:26:22,0 h)

Frauen
- Dawaagiin Enchee
5 km klassisch: 50. Platz (18:02,2 min)
10 km klassisch: 48. Platz (35:40,8 min)
20 km Freistil: 51. Platz (1:08:14,5 h)